# Атяшево (Башкортостан)
Атя́шево (баш. Әтәс) — село в Фёдоровском районе Республики Башкортостан Российской Федерации. Входит в состав Балыклинского сельсовета.

## География

### Географическое положение
Расстояние до:
- районного центра (Фёдоровка): 20 км,
- центра сельсовета (Балыклы): 5 км,
- ближайшей ж/д станции (Мелеуз): 59 км.

## Население
| 2002 | 2009 | 2010 |
| ---- | ---- | ---- |
| 317  | →317 | ↘290 |

Национальный состав
Согласно переписи 2002 года, преобладающая национальность — татары (92 %).